# جیمز وینسنت (بازیکن فوتبال)
جیمز وینسنت (انگلیسی: James Vincent؛ زادهٔ ۲۷ سپتامبر ۱۹۸۹) بازیکن فوتبال اهل بریتانیا است.
از باشگاه‌هایی که در آن بازی کرده‌است می‌توان به باشگاه فوتبال استوک‌پورت کانتی، باشگاه فوتبال کیدرمینستر هاریرس، و باشگاه فوتبال اینورنس کالدنیون تیسل اشاره کرد.
وی همچنین در تیم ملی فوتبال England C بازی کرده‌است.